# Potamocarcinus hartmanni
Potamocarcinus hartmanni is een krabbensoort uit de familie van de Pseudothelphusidae. De wetenschappelijke naam van de soort is voor het eerst geldig gepubliceerd in 1975 door Pretzmann.